# Sunbeam Tiger (1925)
El Sunbeam Tiger fue un automóvil de competición de la década de 1920, construido por el fabricante británico Sunbeam de Wolverhampton. Fue el último coche en ser competitivo tanto como titular de un récord de velocidad terrestre como en su faceta de coche de carreras de circuito.

## Diseño y motor
El chasis y la carrocería del Sunbeam eran convencionales, muy similares a los de los coches de carreras de su tiempo. La principal novedad del Sunbeam Tiger radicaba en su motor. El propulsor Sunbeam de 2 litros con doble cámara en cabeza había sido un éxito en la temporada de 1926 del Grand Prix. El Tiger disponía de dos de estos bloques, acoplados a un solo cárter a 75° en V para producir un V12 de 3.976 cc. La sobrealimentación elevó la potencia a 306 CV.

## Registros de velocidad en tierra
El piloto británico Henry Segrave estaba tan interesado en probar el nuevo automóvil y el motor, que lo llevó a Brooklands en septiembre de 1925, aún sin pintar. En los primeros ensayos registró una velocidad en la media milla de 145 millas por hora (233,4 km/h). Los detalles del coche que quedaban por rematar, incluida la pintura roja brillante que aún hoy es notable, se terminaron durante el invierno.
En la primavera de 1926, Segrave y el equipo de Sunbeam se trasladaron a la amplia y plana playa de Southport. El 16 de marzo de 1926, con poca expectación y no muchos espectadores, el coche rojo brillante ahora llamado Ladybird establecieron un nuevo récord de velocidad en tierra, con un registro de 152,33 millas por hora (245,15 km/h). El Sunbeam fue el automóvil con el motor más pequeño que jamás haya ostentado el récord de velocidad en tierra.

## Carreras
Después del récord de velocidad en tierra, el Sunbeam Tiger regresó a las carreras de Gran Premio en Brooklands, Boulogne y San Sebastián.
En el momento del intento del récord de velocidad en tierra, el automóvil estaba equipado con una estrecha cubierta de entrada de aire sobre el radiador, similar a la del Sunbeam 350HP. Para las carreras, se utilizó una parrilla de radiador plana abierta. El carenado estrecho se le incorporó de nuevo cuando fue restaurado.

## Tigresa
Se construyó un automóvil hermano del Tiger, y se denominó "Tigress" (Tigresa).
Este vehículo todavía se conserva. Equipado con un motor Napier Lion, participa en eventos de coches antiguos en el Reino Unido, como "Sunbeam-Napier".

## Paradero
El Sunbeam Tiger se conserva en Utah. Se restauró con la cubierta aerodinámica del radiador utilizada para batir récords. A partir de 2006 tuvo que reconstruirse el motor, después de sufrir daños en un certamen de coches antiguos.
En 1990, el Tiger, que contaba entonces con 65 años, volvió a realizar un intento de récord, y logró superar su plusmarca original registrando una marca de 159 millas por hora (255,9 km/h).

## El nombre de "Tiger"
En 1964 y 1972, el nombre "Tiger" fue revivido dentro de la marca, denominando una versión V8 del Sunbeam Alpine, el Sunbeam Tiger. Más adelante apareció en el Hillman Avenger Tiger, un vehículo más convencional, que se asemejaba a un tigre por ser naranja con rayas negras y poco más.